# Berghausen (Schmallenberg)
Berghausen ist ein Ortsteil der Stadt Schmallenberg in Nordrhein-Westfalen.

## Geografie

### Lage
Das Dorf liegt rund 3,5 km nordwestlich von Schmallenberg in einer Höhe von rund 440 m ü. NN. Am Ortsrand vorbei fließt die Wenne. Das Dorf grenzt im Norden, Osten und Süden an das Landschaftsschutzgebiet Offenland um Berghausen und im Westen an das Landschaftsschutzgebiet Wennezuflüsse westlich Berghausen.

### Nachbarorte
Angrenzende Orte sind Ebbinghof, Wormbach, Oberberndorf, Niederberndorf und Heiminghausen.

## Geschichte
Der Ort Berghausen wurde erstmals 1289 als „Berichusen“ urkundlich erwähnt. Frühe Anhaltspunkte über die Größe des Ortes ergeben sich aus einem Schatzungsregister (diente der Erhebung von Steuern) für das Jahr 1543. Demnach gab es in „Berchaußen“ neuen Schatzungspflichtige; die Zahl dürfte mit den damals vorhandenen Höfen bzw. Häusern übereingestimmt haben. 1645 wurde Berckhuse auf der Karte Westphalia Ducatus kartografisch erfasst. Im 20. Jahrhundert wurden in Berghausen die Schützenhalle (1929) und die Schule (1948) gebaut. Im Jahr 2000 wurde im Ort der Kindergarten erbaut.

### Eingemeindung
Bis zur kommunalen Neugliederung in Nordrhein-Westfalen durch das Sauerland/Paderborn-Gesetz gehörten zur Gemeinde Berghausen die Orte Berghausen, Oberberndorf, Arpe, Herschede, Kückelheim, Keppel, Silberg, Landenbeckerbruch, Niederberndorf, Menkhausen, Mailar und Heiminghausen. Seit dem 1. Januar 1975 ist Berghausen ein Ortsteil der Stadt Schmallenberg.

## Religion

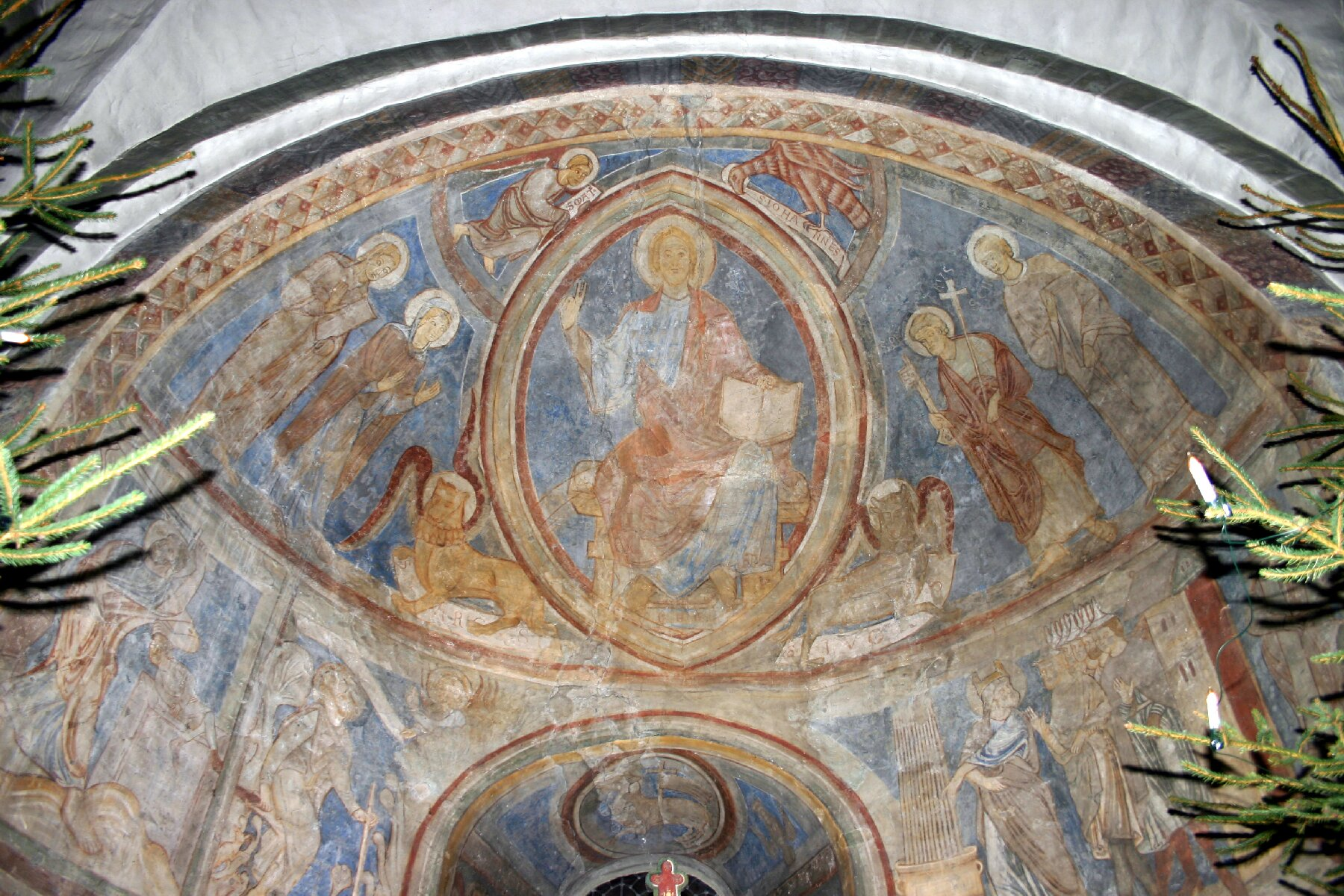
Apsisgemälde in der Kirche St. Cyriacus

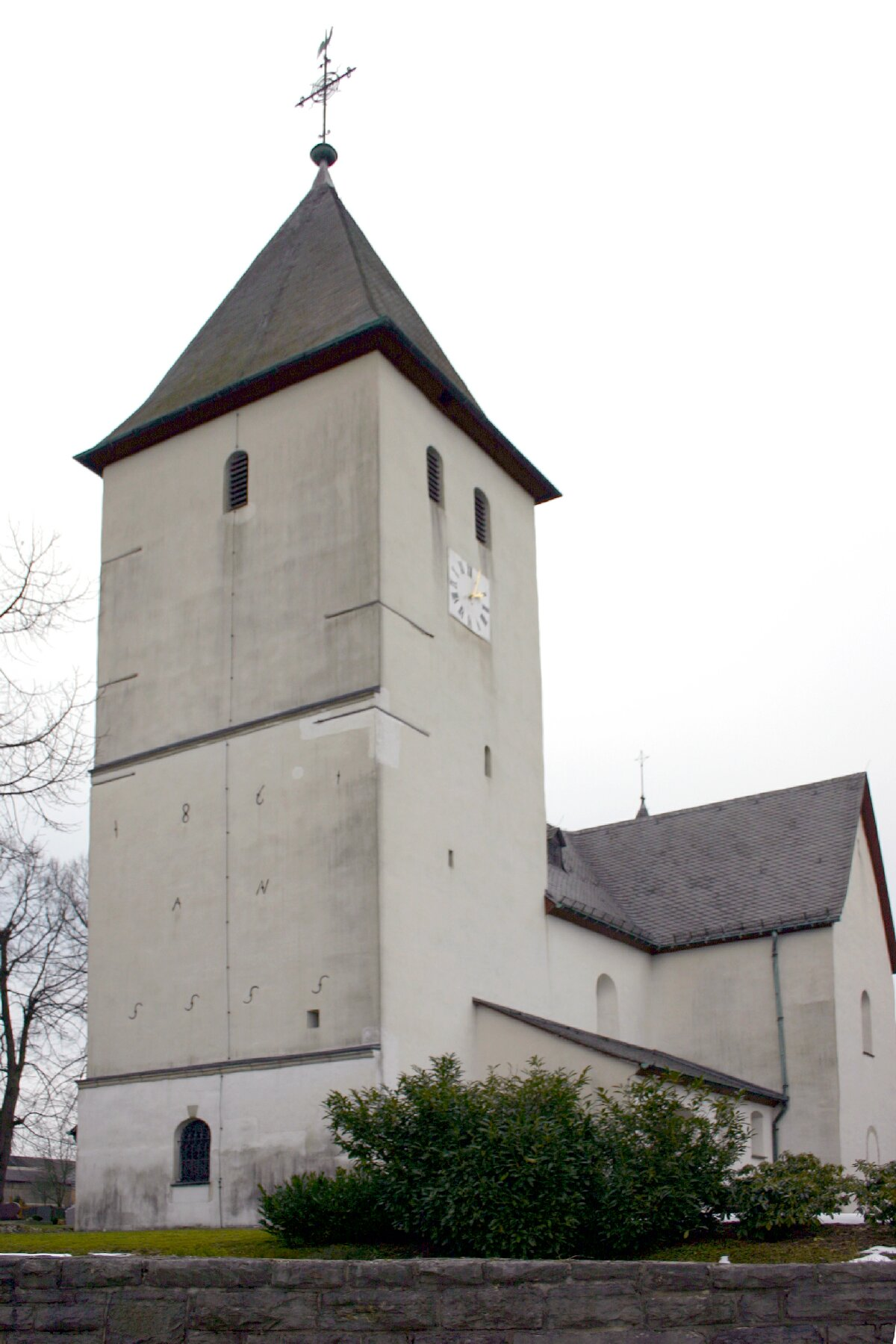
Kirche St. Cyriacus Berghausen

In Berghausen gibt es die Pfarrei St. Cyriakus mit der gleichnamigen Kirche. Die St. Cyriakus Kirche im Dorf wurde um 1220 errichtet. 
Die Kirche ist ein charakteristischer romanischer Gewölbebau auf gedrängtem Grundriss und in schwerer Mauermasse. Das dreischiffige Langhaus ist 12 m breit und kaum 8 m lang; diese geringe Länge wird aber durch den halbeinspringenden Westturm für das Mittelschiff noch weiter verringert, so dass das letztere ein einziges Quadrat bildet, mit grätigem Kreuzgewölbe gedeckt und gegen die Seitenschiffe mit Doppelarkaden (die Pfeiler kämpferlos) geöffnet.
Die Seitenschiffe sind nur 2 m breit, Decke Halbtonne mit Stichkappen, Querschiff mit kurzen Flügeln und halbrunden Nebenapsiden, von denen die nördliche durch Anbau der neuen Sakristei zerstört ist. Chor quadratisch, halbrunde Apsis mit wertvollen romanischen Malereien. Inneres und Äußeres bis zur Formlosigkeit einfach; Portal 1754, Vikarie 1715.
In der Apsis der romanischen Kreuzbasilika St. Cyriacus zu Berghausen zeigt das Deckengemälde den thronenden Christus in einer Mandorla. Ihn umgeben die Symbole der vier Evangelisten.
Links oben die Darstellung eines Menschen mit Flügeln, welche St. Matthäus symbolisiert. Der Adler rechts oben steht für St. Johannes; links unten der geflügelte Löwe für St. Markus und rechts unten der geflügelte Stier für St. Lukas.
Links neben Christus, welcher in der linken Hand ein offenes Buch hält, befinden sich das Symbol Alpha mit aufgesetztem Kreuz  sowie auf der rechten Seite ein kleines Omega mit aufgesetztem Kreuz , welche das Universum darstellen soll, aller Anfang und allen Ende.
Neben Christus stehen auf der linken Seite Maria mit offenen Händen und Johannes sowie auf der rechten Seite Petrus mit Schlüssel und Kreuz und neben ihm als Kirchenpatron den Hl. Diakon Cyriacus.
Weitere Abbildungen aus dem Testament sind im gesamten Altarraum zu sehen.

## Bildung
Im Ort gibt es eine Grundschule und eine katholische Bücherei.

## Sehenswürdigkeiten
→ Siehe auch: Liste der Naturdenkmäler in Schmallenberg
Sehenswert ist die romanische Wehrkirche St. Cyriakus mit den mittelalterlichen Fresken und Wandmalereien aus dem 13. Jahrhundert und ein Bildstock am Ortsausgang Richtung Heiminghausen mit zwei alten Linden.

## Söhne und Töchter des Ortes
- Johann Rotger Köne (1799–1860), Philologe, Lehrer, Autor und Mundartforscher